# Karl Haedenkamp

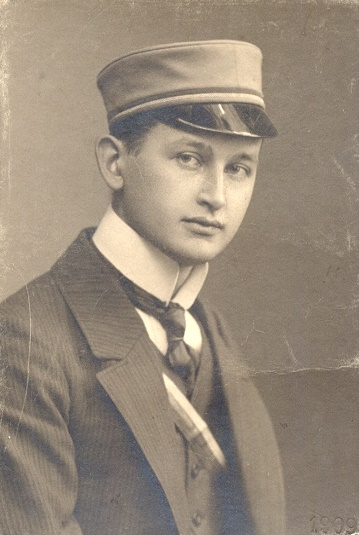
Karl Haedenkamp (1909)

Karl Haedenkamp (* 26. Februar 1889 in Hamm; † 13. Juli 1955 in Garmisch-Partenkirchen) war ein deutscher Mediziner, Politiker (DNVP, NSDAP) und Marineoffizier.

## Leben und Wirken
Als Sohn eines Architekten besuchte Haedenkamp die Volksschule und das königliche Gymnasium Hammonense, an dem er 1909 das Abitur ablegte. Anschließend studierte er ein Semester Rechtswissenschaft und Geschichte, dann Medizin an der Universität Leipzig. 1909 wurde er im Corps Lusatia Leipzig aktiv, in dem er 23 Mensuren focht und dem er zeitlebens angehörte. Als Inaktiver wechselte er 1911 an die Universität Rostock. Er war der letzte „Kaiser“ des Bützower Hoftages. Er kehrte 1912/13 nach Leipzig zurück und machte 1914 das Staatsexamen in Rostock.

### Marine
Als Arzt approbiert, trat er im Sommer desselben Jahres zu Beginn des Ersten Weltkrieges in den Sanitätsdienst der Kaiserlichen Marine. Er kämpfte im Marinekorps Flandern und erlebte als Schiffsarzt auf der Friedrich der Große die Skagerrakschlacht mit. 1917 fuhr er als Schiffsarzt auf dem U-Kreuzer U 157. Als er im Dezember 1918 im Rang eines Oberassistenzarztes aus der Marine ausschied, war er Träger des Eisernen Kreuzes beider Klassen und des U-Boot-Frontabzeichens.

### Weimarer Republik

Karl Haedenkamp (im Reichstagshandbuch 1925)

Von 1919 bis 1922 arbeitete Haedenkamp als praktischer Arzt und Geburtshelfer in Obervellmar bei Kassel. Im selben Jahr heiratete Haedenkamp zum ersten Mal. Außerdem trat er zu dieser Zeit in die Deutschnationale Volkspartei (DNVP) ein. 1922 wurde er Generalsekretär des Verbandes der Ärzte Deutschlands. Ein Jahr später, 1923, übernahm Haedenkamp auch die Schriftleitung (Chefredaktion) des Verbandsorgans der Ärzte Deutschlands, den Ärztlichen Mitteilungen, die er bis 1939 ausüben sollte.
Bei der Reichstagswahl Dezember 1924 zog Haedenkamp auf dem Reichswahlvorschlag der DNVP in den zweiten Reichstag (Weimarer Republik) ein, dem er bis zur Reichstagswahl 1928 angehörte. Während seiner Abgeordnetenzeit setzte Haedenkamp sich in besonderem Maße für die Belange der deutschen Ärzteschaft ein. Im Parlament tat er sich vor allem als Berichterstatter während des Gesetzgebungsverfahrens zum sogenannten Geschlechtskrankengesetz von 1927 hervor. Daneben fiel Hadenkamp im Reichstag, wie insbesondere der SPD-Reichstagsabgeordnete Julius Moses wiederholt hervorhob, aufgrund seiner antisemitischen Ausfälle auf. Nach 1933 nutzte Haedenkamp seine neugewonnene Machtstellung, um Moses sowohl als Politiker als auch als Arzt zu ruinieren. Rhetorisch benutzte er die alte Rivalität, als er die „Säuberung“ der Ärzteschaft nach 1933 unter anderem mit dem Hinweis rechtfertigte, „die Saat“ müsse beseitigt werden, „die von denen um Moses“ gesät worden sei.
Nach 1928 konzentrierte Haedenkamp sich erneut auf seine Tätigkeit im Hartmannbund. Ab 1929 fungierte er als ständiger Beauftragter der Spitzenverbände der Deutschen Ärzteschaft. Von 1930 bis 1933 setzte er sich insbesondere für die Annäherung des Hartmannbundes an den Nationalsozialistischen Ärztebund (NSDÄB) ein, als deren Geschäftsführer er ab 1933 fungierte.

### Zeit des Nationalsozialismus
Den Tag von Potsdam und den Sieg der NSDAP bei der Reichstagswahl März 1933 begrüßte Haedenkamp mit dem Urteil, dass nun „[d]ie Zeiten der Unehre und der Unsauberkeit […] [endlich] vorbei“ seien und die Nation endlich „zu völkischem Bewusstsein erwacht“ sei. In ähnlicher Weise äußerte Haedenkamp: „Eine neue Welt bricht aus dem Schoss der Zeiten. Heute kommt es auf den einzelnen nicht mehr an. Der Ärztestand ist einig und geschlossen. Wir lassen den Führer nicht im Stich!“ und: „Niemals hätte der überwundene Parteienstaat dem Arzte gegeben, was des Arztes ist.“ Seine Tätigkeit in der ärztlichen Standesvertretung setzte er bis 1939 unverändert fort. Außer der Schriftleitung der Ärztlichen Mitteilungen, die nun in Deutsches Ärzteblatt umbenannt wurden, die er bis 1939 beibehielt und nun gegen „Parlamentarismus, Demokratie und Materialismus“ in Kurs brachte, wurde Haedenkamp vom Reichsärzteführer Gerhard Wagner zum Beauftragten für die Überwachung der Ausschaltung jüdischer und sozialistischer Ärzte ernannt. In dieser Eigenschaft war er maßgeblich an der Gleichschaltung und Arisierung des deutschen Gesundheitswesens in den ersten Jahren der NS-Herrschaft beteiligt, das heißt an der Verdrängung von jüdischen Ärzten aus ihrem Beruf wie auch aus der ärztlichen Standesvertretung („Für die Zukunft gilt der Grundsatz, daß Deutsche nur von deutschen Ärzten behandelt werden.“), ein Vorgang, den Haedenkamp damals als Wiedergutmachung an „den Vorkämpfern der nationalen Erhebung“ glorifizierte. Die Zahl der jüdischen und sozialistischen Ärzte, an deren Ausschaltung Haedenkamp beteiligt war, wird auf etwa 6.000 beziffert. Auch das Deutsche Ärzteblatt lobte in einem Geburtstagsgruß an Haedenkamp dessen wichtigen Beitrag „an der Ausschaltung der jüdischen und marxistischen Ärzte aus der Kassenpraxis“. Auch „Zigeunern“ gegenüber propagierte er die Notwendigkeit einer „rücksichtslose[n] Ausmerzung“, die er damit rechtfertigte, dass diese den „charakterlich defekten Bevölkerungselemente[n]“ zuzurechnen seien.
In die NSDAP trat Haedenkamp zum 1. Dezember 1934 ein (Mitgliedsnummer 2.281.126) – wie er später behauptete, auf Druck Wagners, und erst nachdem er sich schriftlich gegen diesen Schritt gewehrt hätte. Klee hingegen merkt an, dass Haedenkamp nur aufgrund der Intervention von Rudolf Heß Mitglied der NSDAP wurde, da zu dieser Zeit ein Aufnahmestopp für Parteieintritte bestand. Zudem wurde er auch Mitglied der SA. Außerdem wurde Haedenkamp, der auch im Reichsarbeitsministerium tätig war, später Mitglied der Schutzstaffel (SS).
Das Gesetz zur Verhütung erbkranken Nachwuchses vom 14. Juli 1933 wertete Haedenkamp als einen „Wendepunkt nicht nur im Gesundheitswesen, sondern in unserer gesamten Staatspolitik“. Besonders lobte er den Eingriff in die persönliche Selbstbestimmung des einzelnen zugunsten der Verwirklichung „eine[r] der dringlichsten praktischen Aufgaben aktiver Rassenpflege“, die die „Aufartung unseres Volkes“ zur Folge haben werde, indem sie „die Voraussetzungen für die Ausmerzung erbkranker Belastung“ schaffe. Seine Standeskollegen ermahnte er, dass dieser „Anfang […] die [notwendige] Grundlage aller weiteren Maßnahmen staatlicher Rassenpflege“ sei. Es sei die „Pflicht eines jeden deutschen Arztes, an der Erfüllung der jetzt an ihn herantretenden Aufgaben selbstlos mitzuarbeiten.“ Ferner insistierte er, dass derjenige, der versuche, sich der im „Gesetz zur Verhütung erbkranken Nachwuchses“ festgeschriebenen Meldepflicht zu entziehen, sich eines Berufsvergehens schuldig mache. Des Weiteren unterstützte er das Führerprinzip und das Sterilisierungsgesetz.
Ab 1936 wurde Haedenkamp Leiter der Auslandsabteilung der Reichsärztekammer und Auslandsreferent des Reichsärzteführers. In dieser Eigenschaft regte er unter anderem den „Austausch deutschblütiger Ärzte aus dem Ausland“ gegen fremdblütige, in Deutschland lebende Ärzte an.
Kurz nach dem Ausbruch des Zweiten Weltkrieges 1939 schied Haedenkamp aufgrund von persönlichen Differenzen mit dem neuen Reichsärzteführer Leonardo Conti, dem Nachfolger Wagners, aus der Führung der Ärztekammer aus, um als Sanitätsoffizier in die Kriegsmarine zurückzukehren. Als Bedingung für seinen Abschied aus der Kammer konnte er sich allerdings noch die Zusage ausbedingen, nach dem Krieg durch ein Amt in einer deutschen „Kolonie“ entschädigt zu werden. Als Marineoberstabsarzt der Reserve wurde er 1942 Chefarzt des Marinelazaretts in Reval. Mit den Wiederholungsspangen zu beiden Eisernen Kreuzen, dem Minensuchabzeichen und dem Zerstörerabzeichen ausgezeichnet, erlebte Haedenkamp das Kriegsende als Geschwaderarzt d. R.

### Nachkriegszeit
Gleich nach dem Kriegsende, das er in Schleswig erlebte, begann Haedenkamp sich am Wiederaufbau der ärztlichen Standespolitik in Westdeutschland zu beteiligen. Eidesstattliche Erklärungen von Kollegen bescheinigtem ihm eine ablehnende Einstellung gegenüber dem Nationalsozialismus, so dass er ungehindert seine alte Tätigkeit wiederaufnehmen konnte. Bereits im Sommer 1945 unterbreitete er den Ärztekammern Vorschläge für die Umgestaltung der Organisation und der Reichsärzteordnung „in Anpassung an die heutigen Verhältnisse“ und legte dar, dass vor allem eine möglichst einheitliche Gestaltung des Arztrechtes in den einzelnen Landesteilen angestrebt werden müsse, um Hindernisse für die Zusammenführung ärztlicher Körperschaften auszuräumen.
1946 wurde er Geschäftsführer des Nordwestdeutschen Ärztekammerausschusses. Ein Jahr später übernahm er dieselbe Position bei der Arbeitsgemeinschaft der Westdeutschen Ärztekammern. Zuletzt amtierte er von 1949 bis 1955 als Geschäftsführender Vorsitzender des Präsidiums des Deutschen Ärztetages. Zusammen mit Ludwig Sievers und einigen anderen hatte Haedenkamp entscheidenden Anteil daran, dass die traditionelle ärztliche Selbstverwaltung durch die drei westlichen Besatzungsmächte nicht angetastet wurde und dass der Ärztestand schon bald nach dem verlorenen Krieg wieder über eine einflussreiche Interessenvertretung verfügte.
Sein Verbleiben in der Führung des Hartmannbundes während der NS-Zeit rechtfertigte Haedenkamp damit, dass dieser unter Wagner „sachlich“ gearbeitet „und die traditionellen Ziele der ärztlichen Standespolitik nicht nur nicht verleugnet[e], sondern ihre gesetzliche Verwirklichung“ durchgesetzt habe.
In seinen letzten Lebensjahren wurde Haedenkamp für seine Leistungen auf dem Gebiet der ärztlichen Standesvertretung mit zahlreichen Auszeichnungen bedacht: Auf dem Deutschen Ärztetag 1954 wurde ihm die Paracelsus-Medaille verliehen, die höchste Auszeichnung der deutschen Ärzteschaft. Im selben Jahr erhielt er das Große Bundesverdienstkreuz.

## Bewertung nach 1956
Auf Veranlassung der Ärztekammer wurde 1956 die Straße, in der die Bundesärztekammer kurz zuvor das Bundesärztehaus errichtet hatte, in dem die Ärztekammer und die Kassenärztliche Bundesvereinigung ihren Sitz nahmen, durch die Kölner Stadtverordnetenversammlung in Karl-Haedenkamp-Straße benannt.
1986, dreißig Jahre nach Haedenkamps Tod, machten Forschungen des Ulmer Medizinhistorikers Walter Wuttke und die Wanderausstellung „Heilen und Vernichten im Nationalsozialismus“ eine breitere Öffentlichkeit auf Haedenkamps Karriere vor 1945 aufmerksam. Im selben Jahr nahm die Bezirksvertretung von Köln-Lindenthal einstimmig einen Antrag der SPD-Fraktion in der Bezirksversammlung an, der die Umbenennung der Haedenkamp-Straße in Herbert-Lewin-Straße forderte. Diese Umbenennung sollte der Ehrung des Kölner Arztes und Holocaust-Überlebenden Herbert Lewin dienen. Der Antrag folgte einem Vorschlag der Kölnischen Gesellschaft für Christlich-Jüdische Zusammenarbeit, die es für angemessener hielt, eine Kölner Straße nach einem Gegner anstatt nach einem Zuarbeiter des NS-Systems zu benennen. Hilmar Ankerstein, der Vorsitzende der Christlich-Jüdischen Gesellschaft, fasste die Sichtweise der Befürworter der Umbenennung anlässlich der Enthüllung des neuen Straßenschilds mit den Worten zusammen: „So lag der Vorschlag nahe, den Namen eines Nutznießers zu löschen und den eines aufrechten und gütigen, dem Eid des Hippokrates getreu folgenden Arztes voll ins öffentliche Bewußtsein zu rücken: Herbert Lewin.“ In Teilen der Kölner Bevölkerung und vor allem in der Ärztekammer hatte sich zuvor starker Widerstand gegen die Umbenennung geregt: Die Ärztekammer beharrte darauf, dass Haedenkamp kein Nationalsozialist gewesen sei, sondern er vielmehr „wie ein Löwe“ gegen das NS-System gekämpft habe und zudem einige jüdische Kollegen beschützt habe. Im Übrigen habe der Straßenname einzig einen honorigen Standesvertreter geehrt.
Walter Wuttke geht etwas milder mit Haedenkamp ins Gericht. Er betont, dass man Haedenkamp nicht auf eine Stufe mit jenen Ärzten stellen dürfe, die die Menschenversuche in den Konzentrationslagern durchführten oder mit den Ärzten, die das „Euthanasie“-Programm umsetzten. Haedenkamp sei viel mehr ein „Musterbeispiel der freiwilligen Auslieferung der Alltagsmedizin an die Nationalsozialisten.“

## Schriften (Auswahl)
- Zur forensischen Beurteilung psychopathischer Grenzzustände. Rostock 1916. (Dissertation)
- Die Gesundheitspolitik des Reiches und die Ärzte. Leipzig 1928.
- Die Neuordnung der deutschen Sozialversicherung. München 1937.
- Das Arztrecht, 1937.